# Park Zdrojowy „Zapopradzie” w Muszynie
Park Zdrojowy „Zapopradzie” w Muszynie – ogólnodostępny park zlokalizowany przy alei Zdrojowej w Muszynie, w dzielnicy uzdrowiskowej Zapopradzie.

## Charakterystyka
Park rozpościera się na niewielkim wzniesieniu nad doliną rzeki Poprad oraz uzdrowiskiem. Na terenie parku wytyczono alejki spacerowe, ścieżki rowerowe oraz umieszczono urządzenia do ćwiczeń na wolnym powietrzu. Na jego obszarze znajdują się: strumień z kaskadami, sztuczne stawy, altanki, ławeczki, stylowe latarnie, a także wiata grillowa. Na szczycie wzgórza znajduje się mająca 11,5 m wysokości wieża widokowa.
Park zorganizowany jako ogród zmysłów. Podzielony jest na kilka stref:
- ogród zdrowia, gdzie znajdują się urządzenia do ćwiczeń, wymagające niewielkiego nakładu siłowego,
- ogród zapachowy, na obszarze którego rosną rośliny wydzielającymi intensywne zapachy,
- ogród dźwięku, pozwalający na doznania dźwiękowe przyrody (wiatr, woda, ptaki itp.),
- ogród dotykowy,
- ogród wzrokowy,
- ogród smaku, z krzewami i drzewami owocowymi.

Budowa parku współfinansowana była ze środków Unii Europejskiej w ramach Małopolskiego Regionalnego Programu Operacyjnego na lata 2007-2013. Całkowita wartość projektu wynosiła 6,6 mln zł, z czego prawie 5 mln stanowiło dofinansowanie.

## Galeria

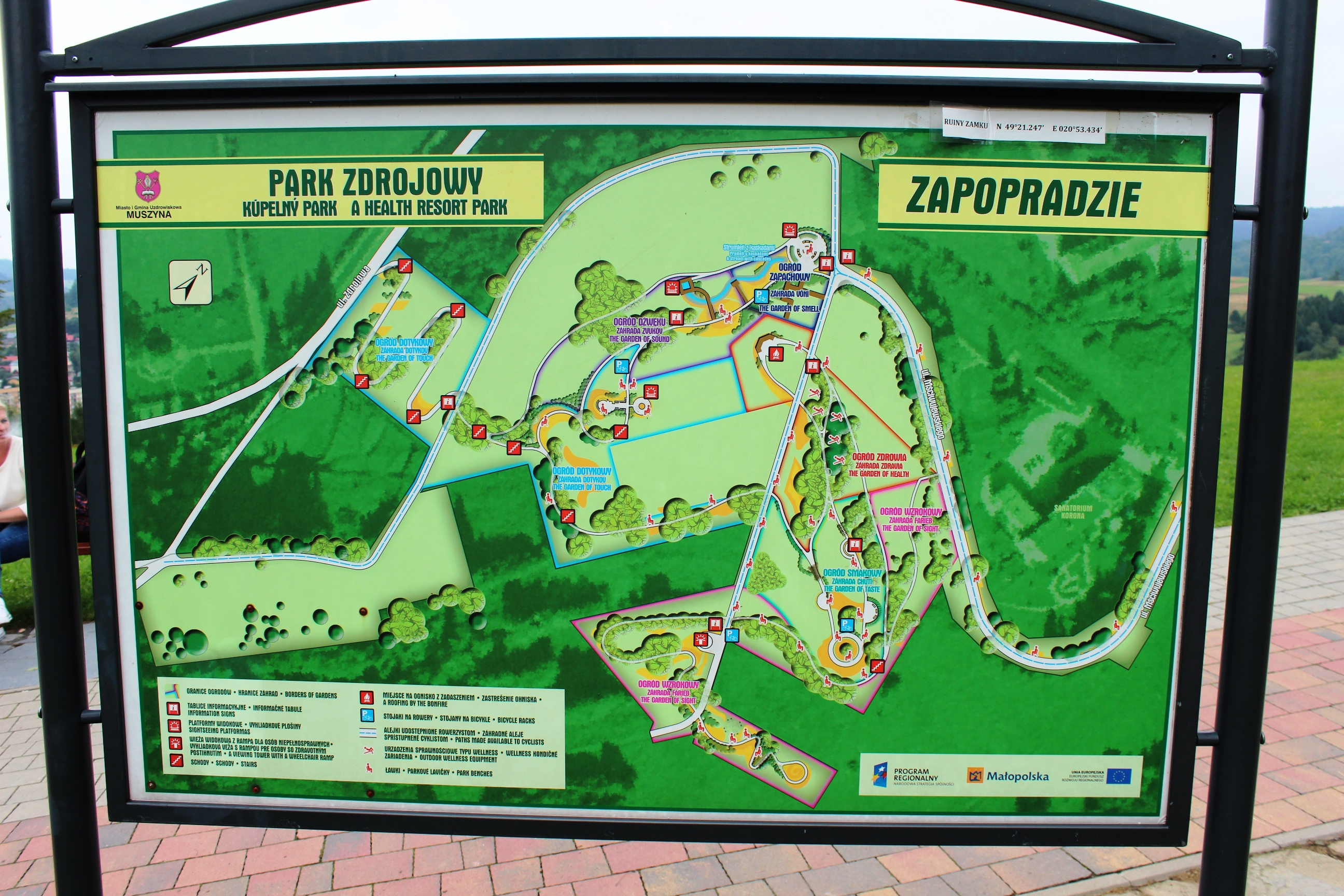
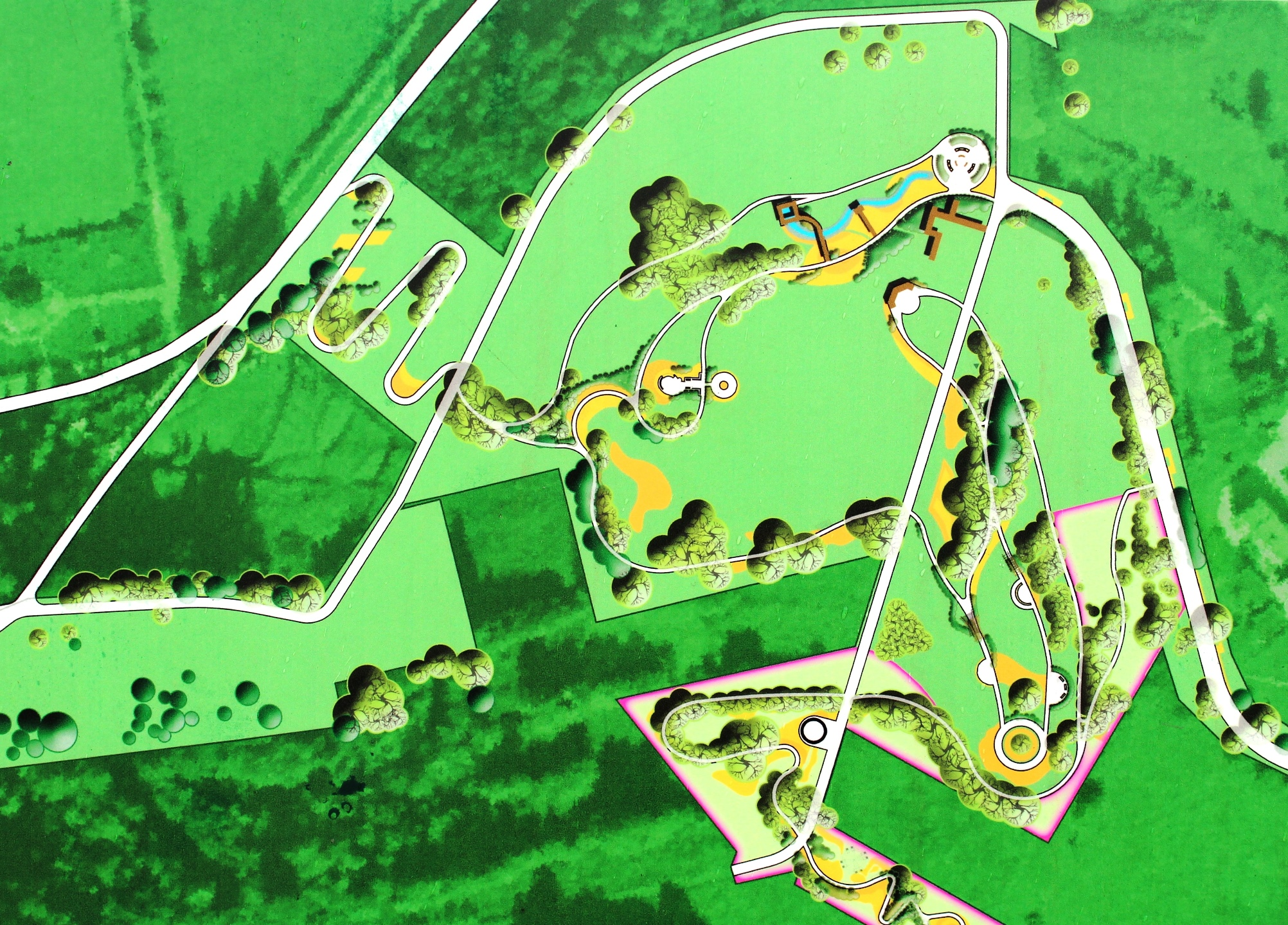
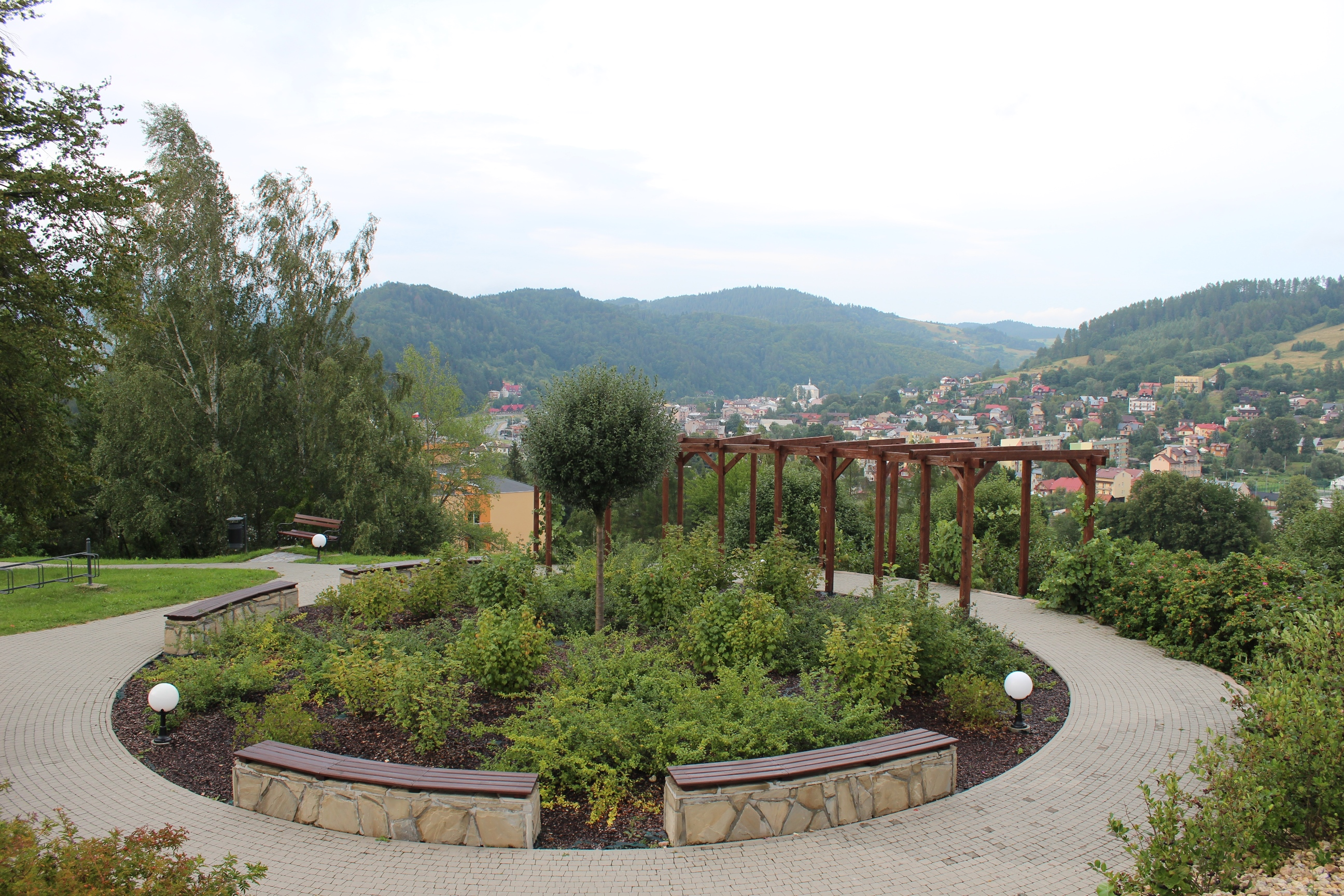
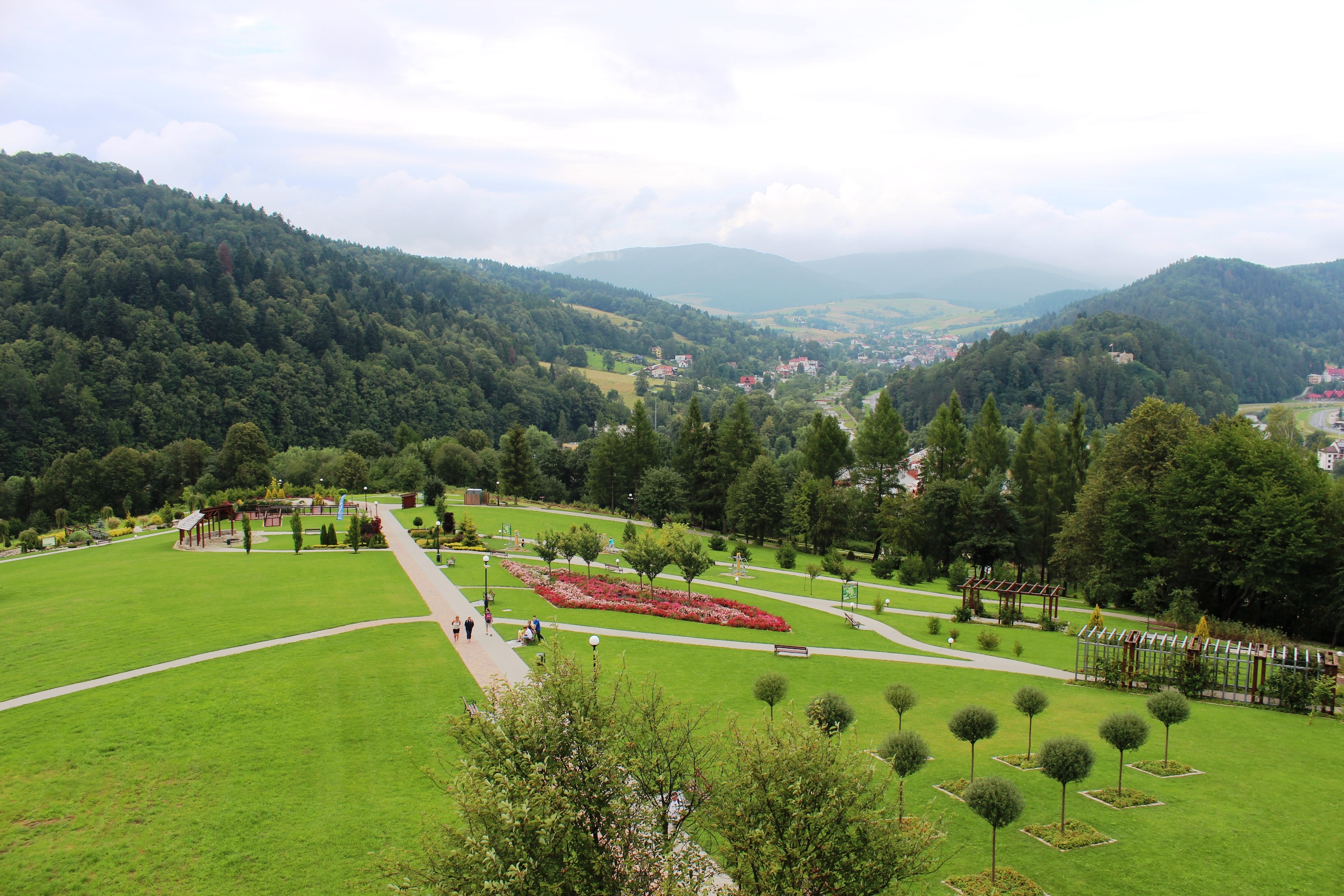
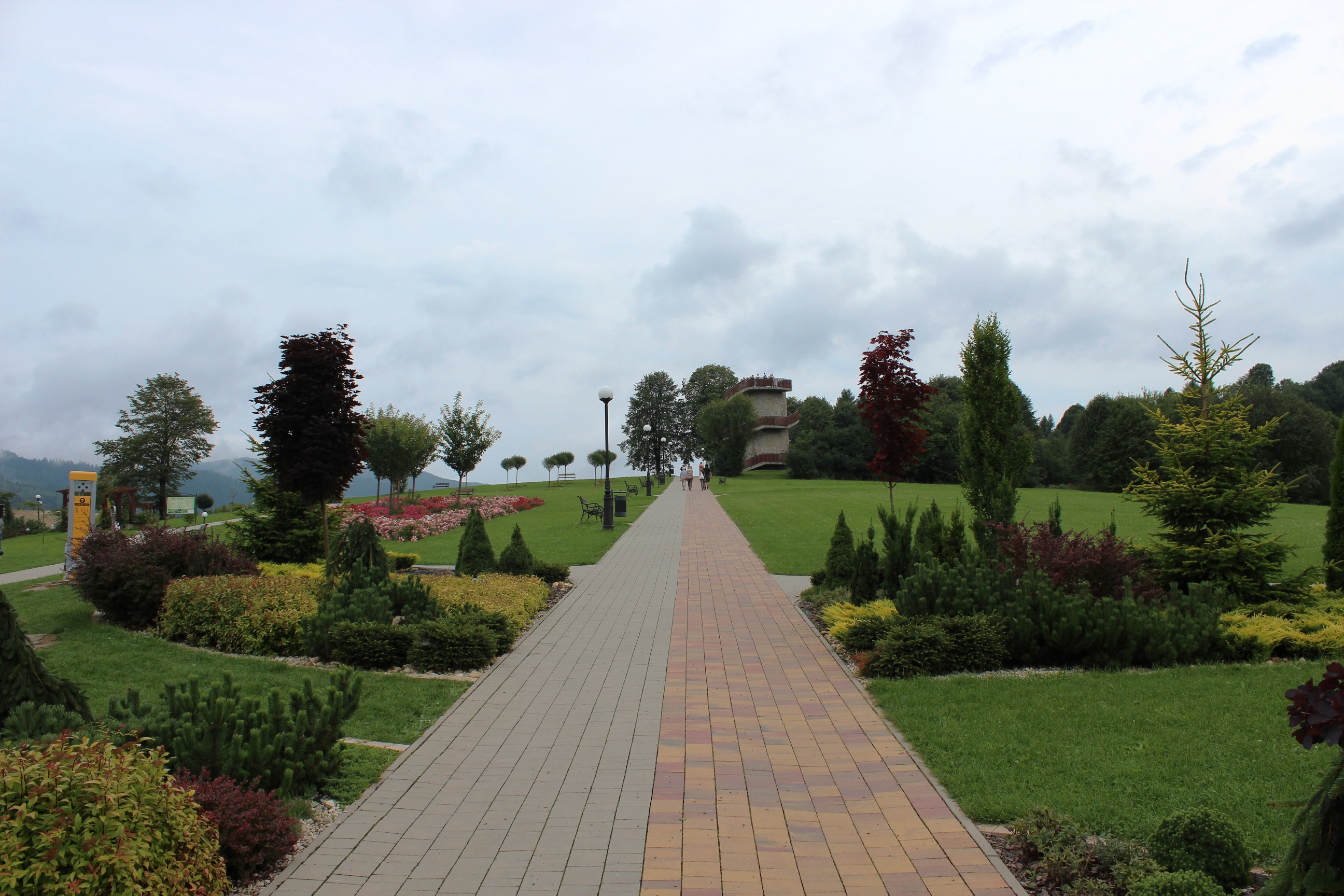
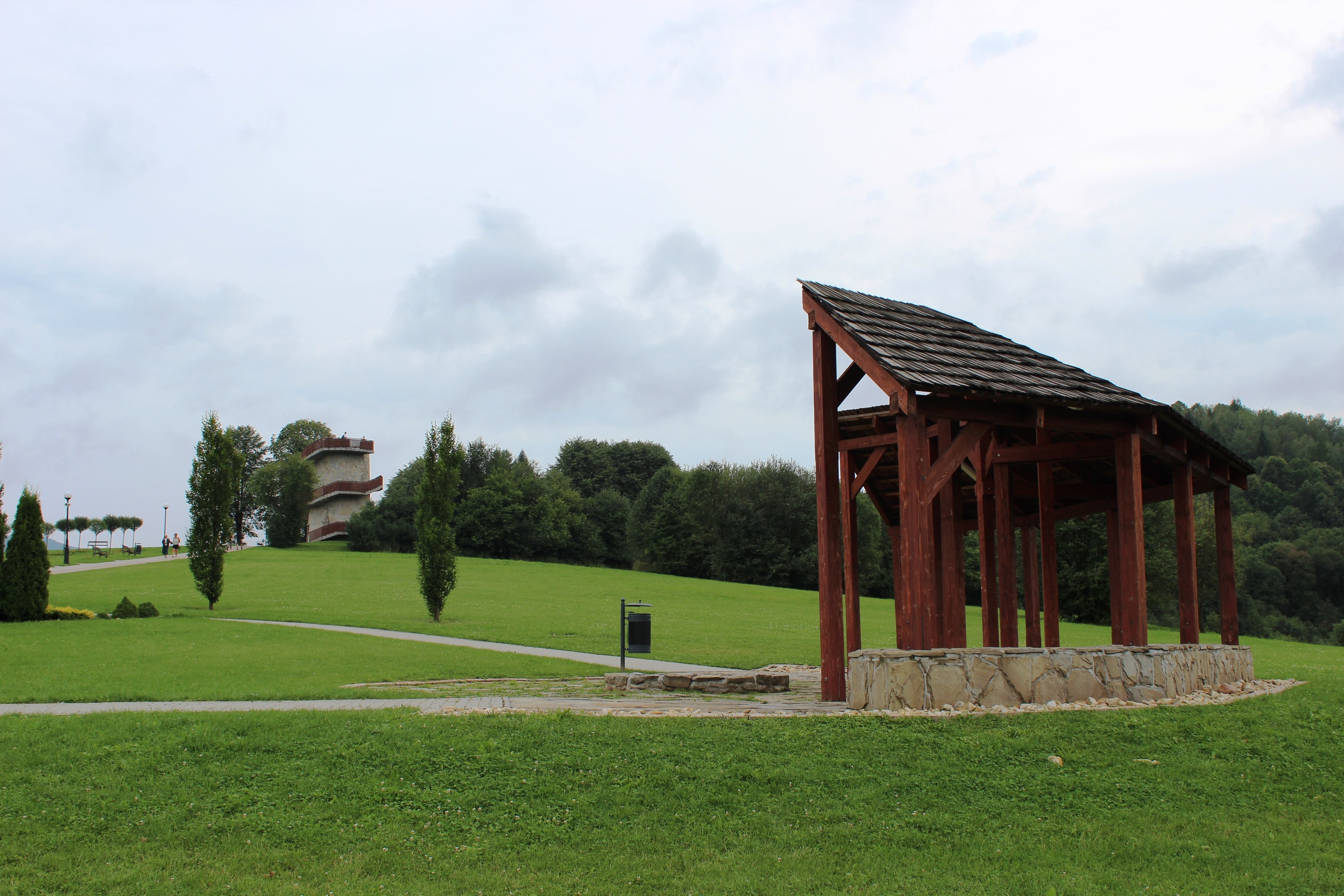
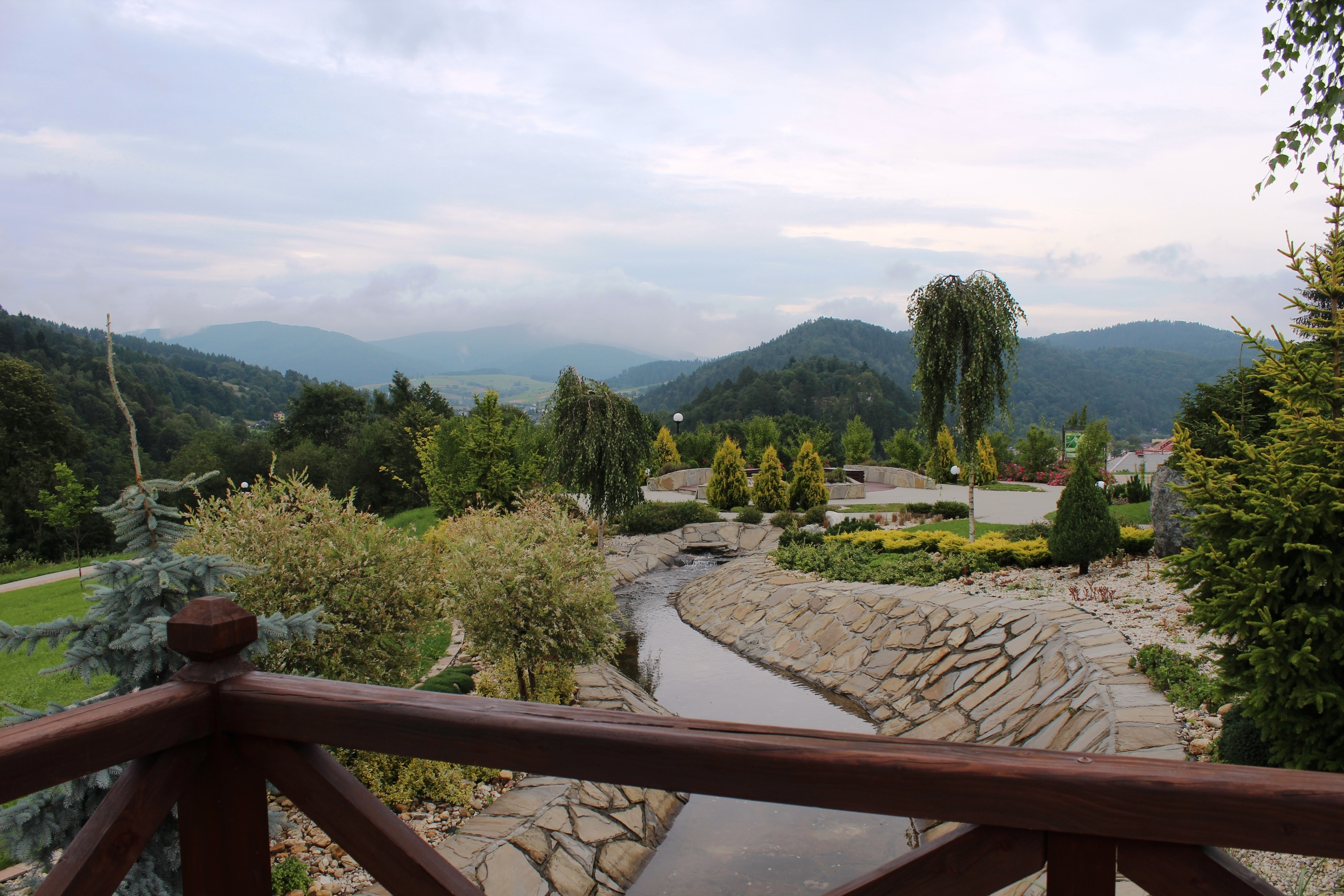
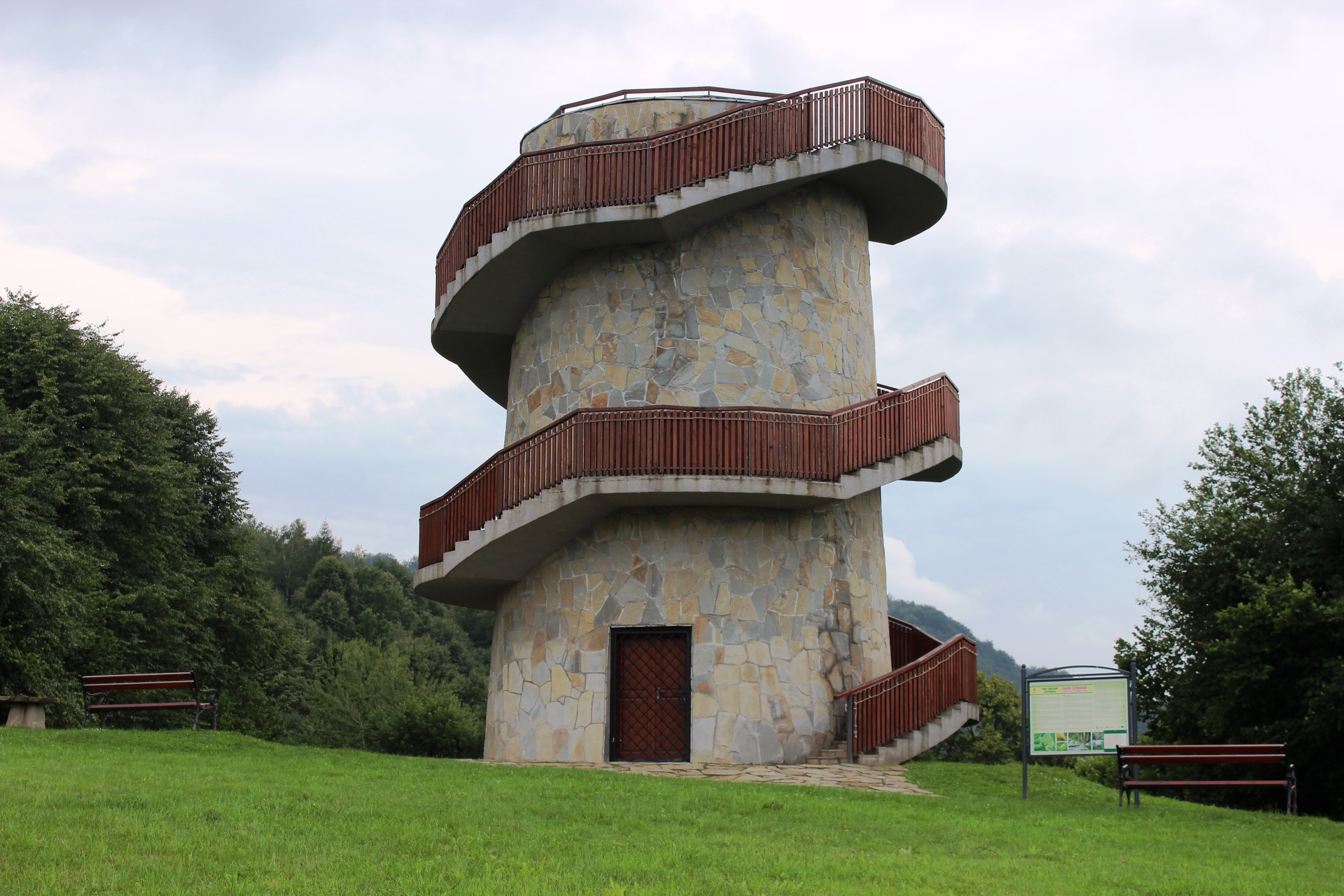
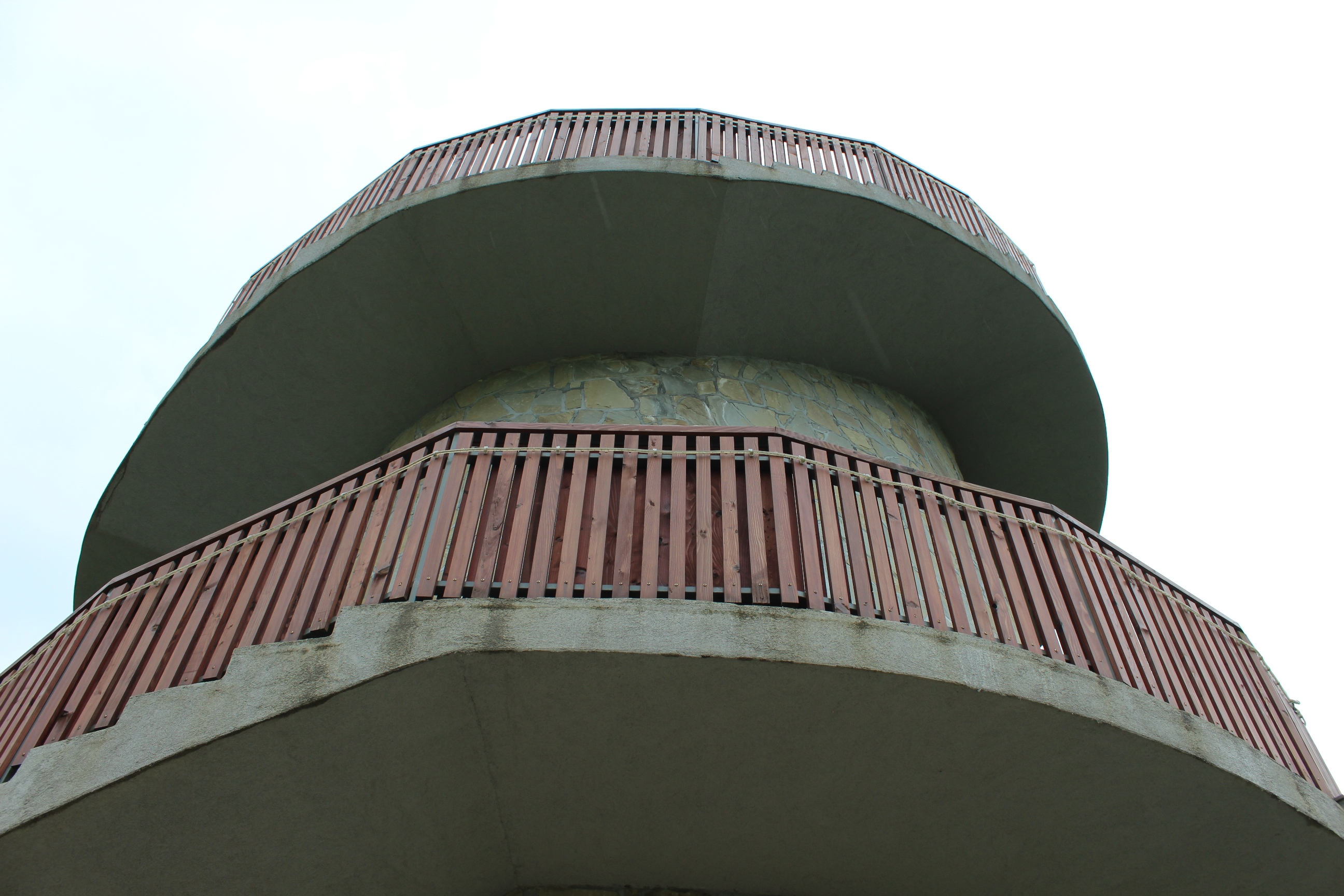
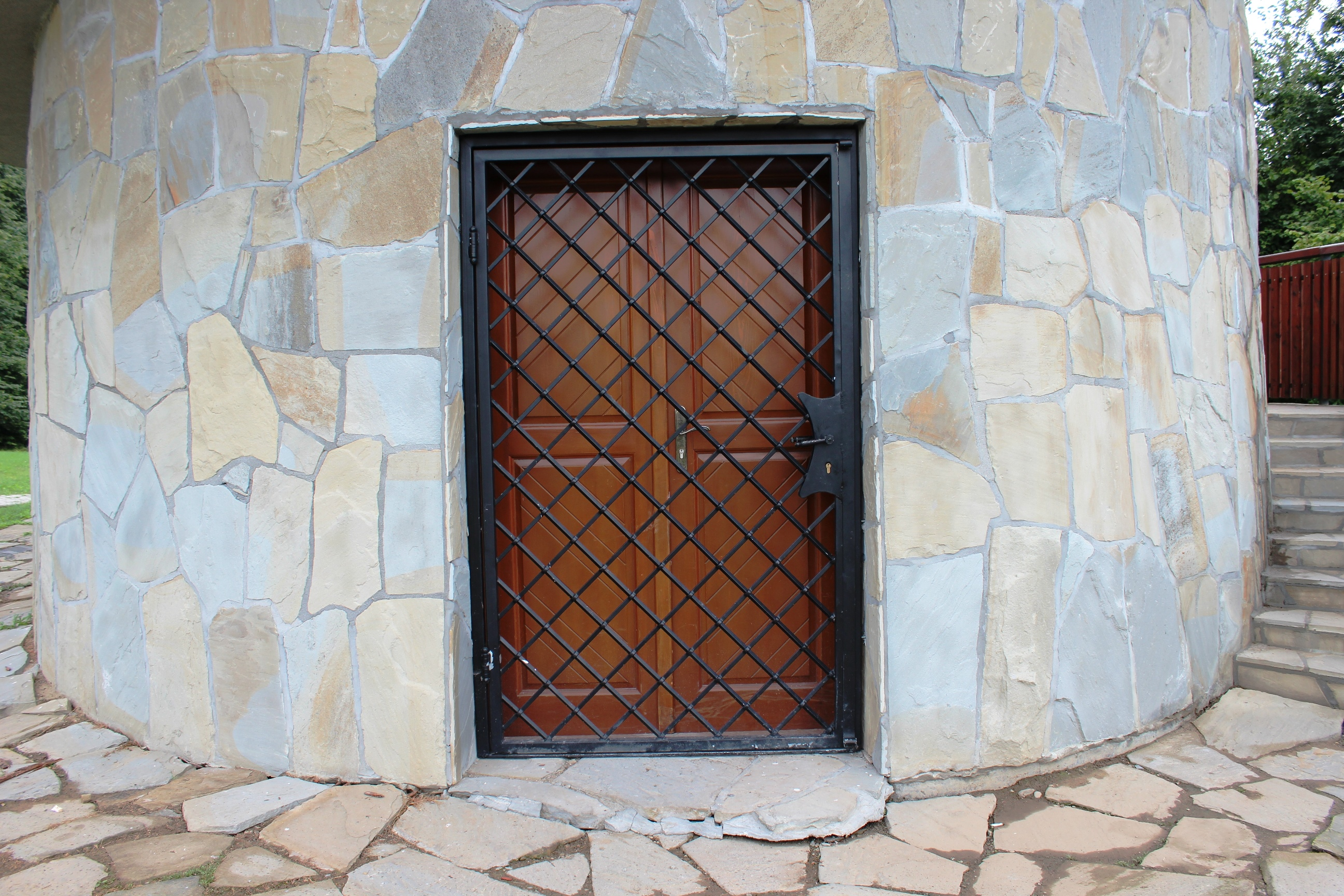
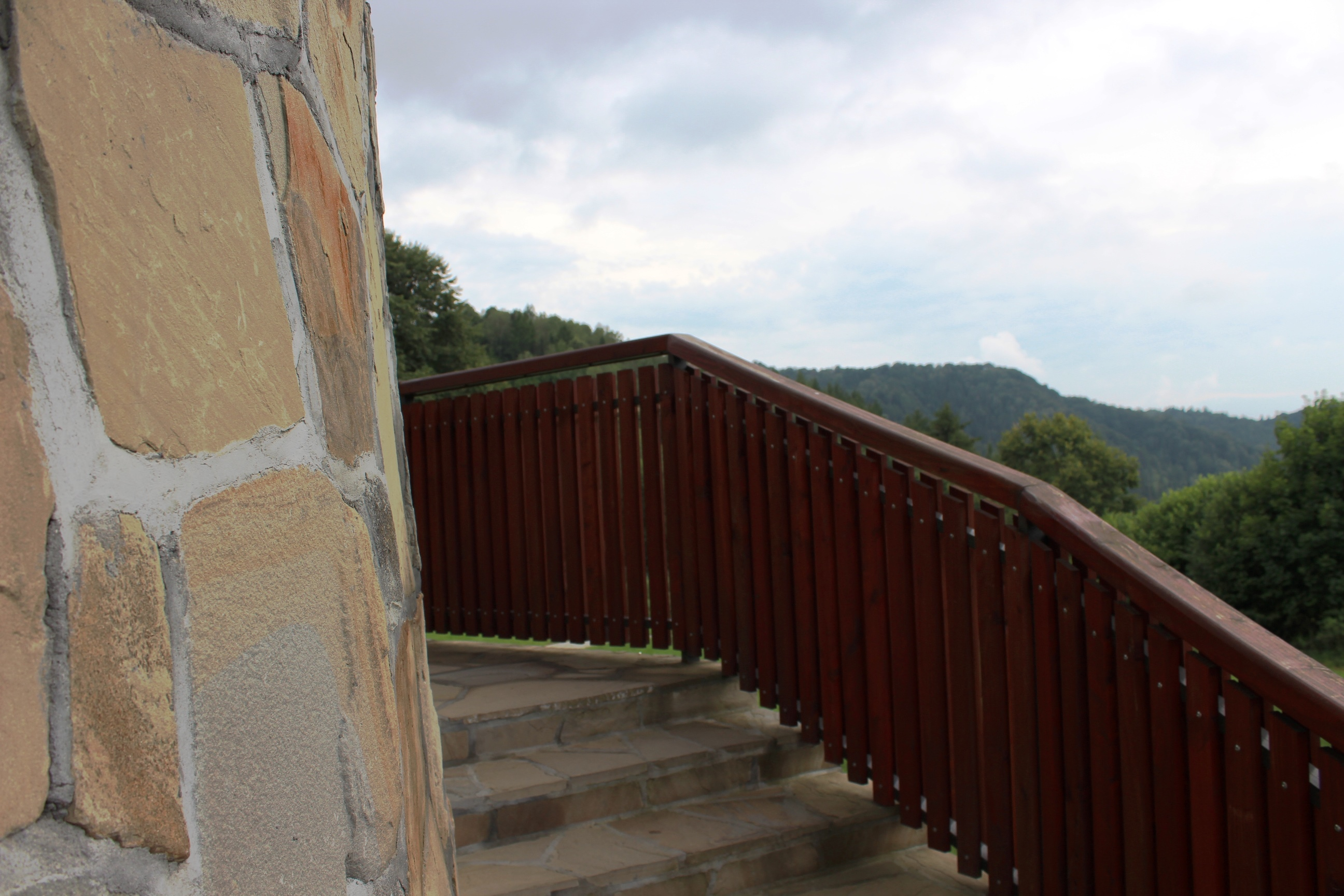
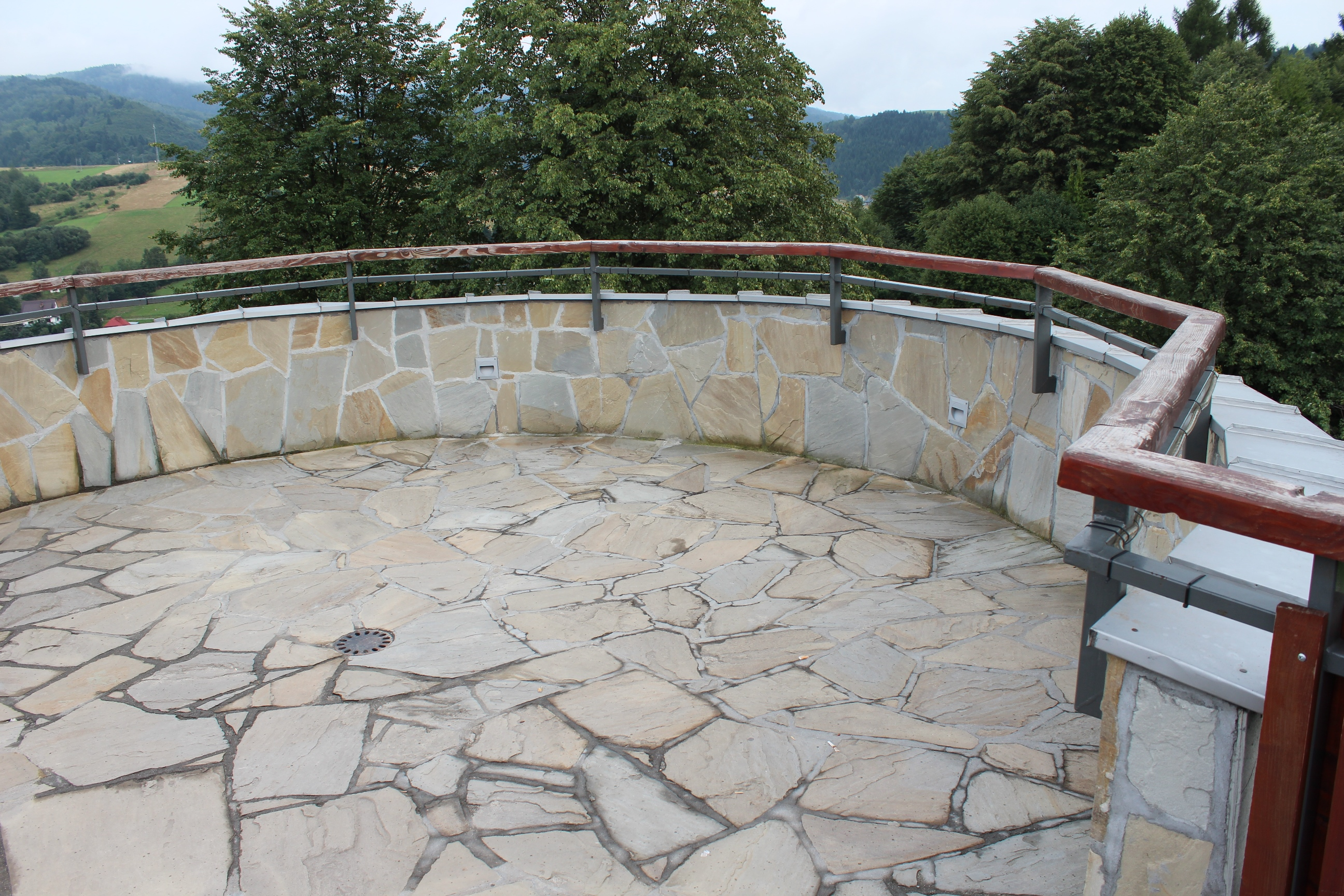
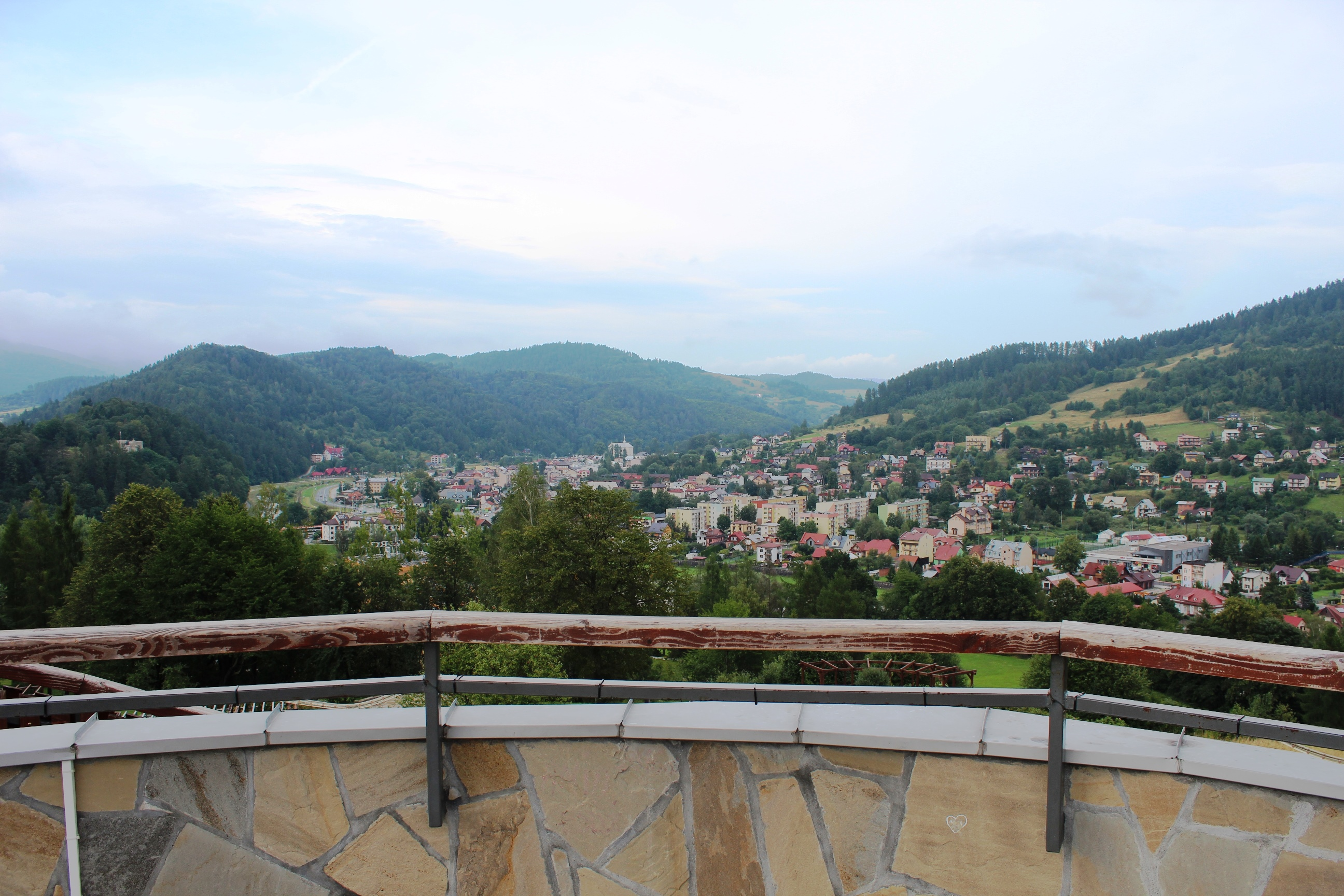
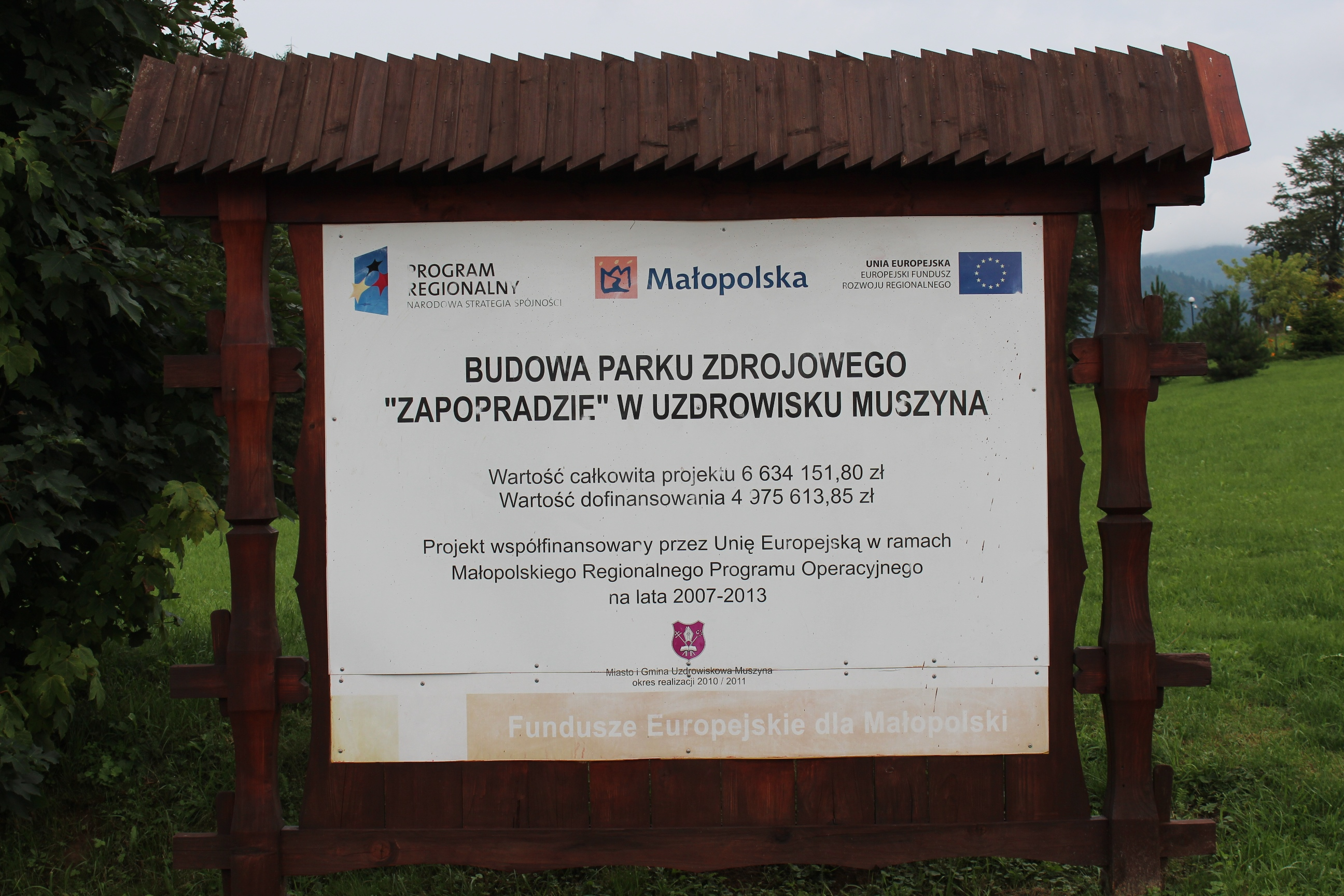